# 2005년 영국 총선
2005년 영국 총선은 2005년 5월 5일에 영국 하원의원 646인을 선출하기 위해 실시된 선거이다. 집권여당인 토니 블레어 영국 총리의 노동당이 3연승을 달성하였으며, 과반의석수는 지난 총선의 167석에서 66석으로 줄어들었다. 토니 블레어는 해럴드 윌슨 이래 처음으로 3연임을 달성한 노동당 총리가 되었으며, 노동당도 창당 이래 처음으로 3번의 총선에서 연속으로 승리하는 기록을 세웠다. 제1야당인 마이클 하워드 대표의 보수당은 33석을 확보한 데 그친 반면, 제3당인 찰스 케네디 대표의 자유민주당은 62석을 얻어 자유주의 정당계로는 역대 최다 의석수를 차지하였다. 이 기록은 2024년 영국 총선에서 71석을 획득하면서 깨지게 된다.
노동당은 선거운동에서 탄탄한 경제를 강조하며 지지세를 이어나가고자 하였으나 블레어 총리의 지지율 하락으로 안심할 수는 없는 선거였다. 이는 2003년 이라크 침공에 조지 W. 부시 미 대통령을 지지하며 영국군 참전 결정을 내리면서 영국 사회에서 상당한 논란을 불러일으켰기 때문이었다. 그럼에도 노동당은 경기호황과 더불어 당 지지율 조사에서도 보수당에 우위를 점하고 있었다. 보수당은 이언 덩컨 스미스와 마이클 하워드의 두 당대표를 거쳐 블레어의 반대여론을 발판삼아 이민제한과 의료체제 개선, 높은 범죄율 근절 등의 정책을 공약으로 내세워 나갔다. 자유민주당은 이라크전에 강력히 반대한다는 입장을 유지해 왔으며, 특히 2차 유엔 결의안의 부재 논란에 환멸을 느낀 노동당 유권자들로 하여금 반향을 일으키면서 창당 역사상 가장 큰 지지율을 달성하게 되었다.
전 지역구에 소선거구제를 채택하고 있는 영국의 정치환경이 효력을 발휘한 선거이기도 하였는데, 노동당은 득표율이 35.2%에 불과함에도 355인이 당선되면서, 과반의석수를 달성한 집권여당의 득표율이 가장 낮았던 선거로 기록되었다. 이는 2024년 영국 총선에서 키어 스타머의 노동당이 이보다 더 낮은 득표율로 집권하면서 깨지게 되었다. 보수당은 198석을 획득하였으며 잉글랜드 지역에서는 득표율 1위 정당을 차지하기까지 하였으나 아직 잉글랜드 내 지역구로는 노동당보다 91석이 적은 결과로 나타났다. 자유민주당은 득표율이 지난 총선보다 3.7% 상승하면서 제3정당으로서는 역사상 최다 의석수를 기록했다. 이밖에 반전 운동가로서 노동당을 탈당한 조지 갤러웨이 의원이 베스널그린 보 지역구에 리스펙트당 후보로 출마하여 당선되었으며 리처드 테일러 의원도 위어포리스트 지역구에서 소수정당 후보로 나서 당선, 블라이나이궨트 지역구에서는 무소속의 피터 로 후보가 당선됐다.
북아일랜드에서는 1920년대 이래 지역정치를 지배해왔던 연합주의 온건파 정당 얼스터 연합당의 의석수가 6석에서 1석으로 줄어들었고, 데이비드 트림블 당대표 본인도 낙선하고 말았다. 대신 연합주의 강경파 정당 민주연합당이 9석을 획득하며 제1당으로 올라섰다. 트림블 당대표 외에도 존 흄 전 사회민주노동당 대표, 에스텔 모리스, 폴 보아텡, 크리스 스미스, 길런 셰퍼드, 버지니아 바텀리, 마이클 포틸로 등 블레어 내각에 참여했던 인사들이 낙선하였다. 한편 훗날 노동당 대표로 당선되는 에드 밀리밴드가 초선의원으로 당선되었다.
마이클 하워드 보수당 대표는 선거 패배를 인정하며 당대표직을 사퇴하였고 그의 후임으로 훗날 보수당 총리에 오르는 데이비드 캐머런이 당선되었다. 토니 블레어 총리는 2007년 6월 당대표와 총리직에서 모두 사퇴하였으며 고든 브라운 당시 재무장관이 신임 총리로 나섰다.